# Villa (evőeszköz)

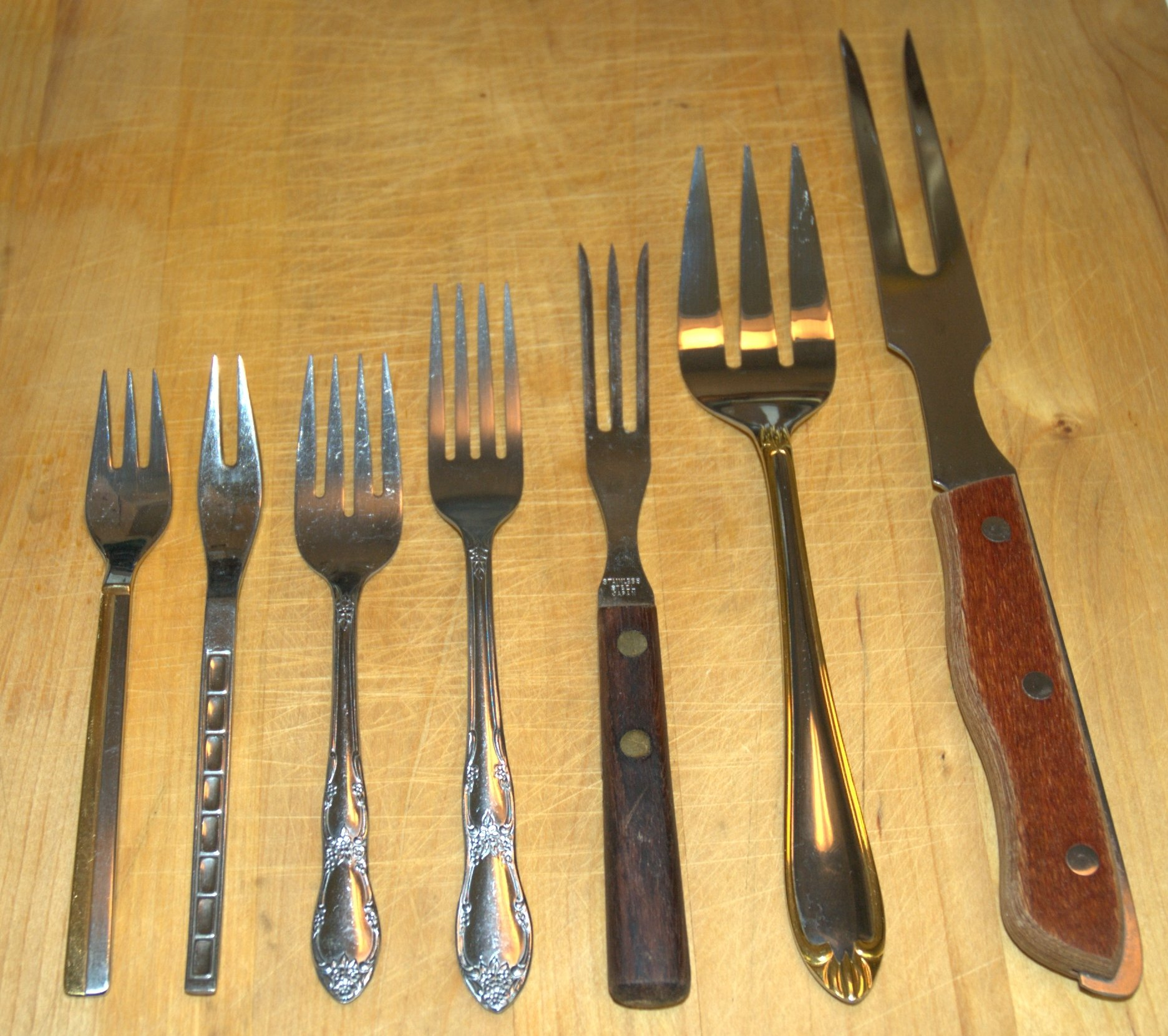
Különféle villák. Balról jobbra: desszert-, fűszer-, saláta-, étkező, hideg sültekhez használt, tálaló-, szeleteléshez használt villa.

A villa egy nyélből és kettő vagy több fogból álló evőeszköz. A villát, mint evőeszközt, elsősorban a nyugati kultúrákban használták, míg a Távol-Keleten elsősorban az evőpálcika használata népszerű. A történelmi különbségek ellenére ma a villa használata egyre jobban elterjed az ázsiai országokban.
A villa anyaga lehet fa, fém vagy műanyag. Evés közben a villára lehet felszúrni falatokat és azt a szájhoz emelni, vagy a tányéron lefogni az ételt, hogy késsel fel lehessen vágni. Az ételt a villa fogaira felszúrva, vagy a fogak enyhe görbületét kihasználva lehet felemelni. Utóbbi esetben az európai (brit) etikett szerint a villa fogai lefelé néznek, míg az amerikai etikett szerint felfelé.
A legelső, csontból készült villákat a bronzkori Kínában fedezték fel (i.e. 2400–1900), a Sang-dinasztia (c. ie. 1600–c. ie. 1050) korából is találtak ásatásokon. A Kelet-Han korból származó sírfestményeken is ábrázolják. Az ókori Görögországban, az ókori Egyiptomban és a Római Birodalomban is széles körben alkalmazták, a rómaiak bronzból és ezüstből készítették. A személyes használatra szánt evőeszközt a Bizánci Birodalomban vezették be a 4. században, innen terjedt el a Közel-Keleten, majd onnan Dél-Európában, illetve Kr. u. 10. században Európa északi részén is. A villát itt elsősorban konyhai eszközként használták, evőeszközként a 18. század előtt nem terjedt el, míg Észak-Amerikában a 19. századig tartott, amíg a villa elnyerte méltó helyét az asztalnál.

## Fordítás
- Ez a szócikk részben vagy egészben  a   Fork című angol Wikipédia-szócikk fordításán alapul.  Az eredeti cikk szerkesztőit annak laptörténete sorolja fel. Ez a jelzés csupán a megfogalmazás eredetét és a szerzői jogokat jelzi, nem szolgál a cikkben szereplő információk forrásmegjelöléseként.